# Liste du patrimoine mondial en République dominicaine
Cet article recense les sites inscrits au patrimoine mondial en République dominicaine.

## Statistiques
La République dominicaine ratifie la Convention pour la protection du patrimoine mondial, culturel et naturel le 12 février 1985. Le premier site protégé est inscrit en 1990.
En 2013, la République dominicaine compte un seul site inscrit au patrimoine mondial, de type culturel.
Le pays a également soumis 13 sites à la liste indicative, 11 culturels et 2 mixtes.

## Listes

### Patrimoine mondial
Le site suivant est inscrit au patrimoine mondial.
| Id. | Bien                              | Subdivision       | Année | Critères et notes | Coordonnées                | Illus.                       |  |
| --- | --------------------------------- | ----------------- | ----- | ----------------- | -------------------------- | ---------------------------- |  |
| 526 | Ville coloniale de Saint-Domingue | Distrito Nacional | 1990  | 106               | Culturel, (ii), (iv), (vi) | 18° 28′ 59″ N, 69° 55′ 01″ O |  |

### Liste indicative
Les biens suivants sont inscrits sur la liste indicative du pays au début 2024. Les noms fournis par la République dominicaine sont en anglais ou en espagnol : la traduction en français est donnée ici à titre indicatif.
| Id.  | Bien                                                               | Subdivision(s)                                       | Année | Critères et notes | Coordonnées | Illus. |
| ---- | ------------------------------------------------------------------ | ---------------------------------------------------- | ----- | --- | --- | ------ |
| 6294 | Art rupestre préhispanique en République dominicaine               | Hato Mayor, La Altagracia, Pedernales, San Cristóbal | 2018  | Culturel, (i), (iii) 5 sites : grottes José María et Ramoncito (parc national de l'Est (en)), grotte 2 (réserve anthropologique de Pomier (en), grotte Ferrocarril (parc national Los Haitises), grotte La Colmena (parc national Jaragua (es)) | 18° 28′ 05″ N, 70° 08′ 10″ O                                                                                        |        |
| 1708 | Centre historique de Puerto Plata                                  | Puerto Plata                                         | 2001  | Culturel | 19° 48′ 50″ N, 70° 41′ 28″ O                                                                                        |        |
| 1704 | Jacagua (es), ville de Santiago                                    | Santiago                                             | 2001  | Culturel | 19° 30′ 47″ N, 70° 42′ 50″ O                                                                                        |        |
| 1705 | Montecristi                                                        | Monte Cristi                                         | 2001  | Culturel | 19° 51′ N, 71° 39′ O                                                                                                |        |
| 1707 | Parc national archéologique et historique de Pueblo Viejo (en)     | La Vega                                              | 2001  | Culturel | 19° 17′ 38″ N, 70° 32′ 38″ O                                                                                        |        |
| 6292 | Parc national Cotubanamá (es)                                      | La Altagracia                                        | 2018  | Culturel, (i), (ii), (iii) | 18° 14′ N, 68° 42′ O                                                                                                |        |
| 6290 | Parc national Jaragua (es)                                         | Pedernales                                           | 2018  | Mixte, (i), (iii), (vii), (ix), (x) | 17° 32′ N, 71° 22′ O                                                                                                |        |
| 6291 | Premières sucreries engenhos coloniales d'Amérique                 | San Cristóbal, Santo Domingo                         | 2018  | Culturel, (ii), (iv) Comprend 4 sites : moulins à canne à sucre de Nigua (en), Diego Caballero (en), Engombe (en) et Palavé (en) | 18° 22′ 59″ N, 70° 04′ 01″ O 18° 21′ 54″ N, 70° 03′ 50″ O 18° 27′ 00″ N, 70° 01′ 01″ O 18° 28′ 48″ N, 70° 02′ 49″ O |        |
| 6293 | Sanctuaire de mammifères marins du banc de La Plata y Navidad (es) | Haute-mer                                            | 2018  | Mixte, (iii), (ix), (x) | 20° 32′ 31″ N, 69° 42′ 00″ O                                                                                        |        |
| 6289 | Site archéologique de La Isabela                                   | Puerto Plata                                         | 2018  | Culturel | 19° 53′ 13″ N, 71° 04′ 48″ O                                                                                        |        |
| 1715 | Moulin à canne à sucre de La Duquesa (en) (ruta de los ingenios)   | Distrito Nacional                                    | 2002  | Culturel, (ii), (iv), (vi) | 18° 33′ 43″ N, 69° 57′ 54″ O                                                                                        |        |
| 1714 | Moulin à canne à sucre de Sanate (en) (ruta de los ingenios)       | La Altagracia                                        | 2002  | Culturel, (ii), (iv), (vi) | 18° 34′ 37″ N, 68° 48′ 11″ O                                                                                        |        |
| 1709 | Ville d'Azua de Compostela                                         | Azua                                                 | 2001  | Culturel | 18° 25′ 01″ N, 70° 37′ 01″ O                                                                                        |        |